# Michael Taylor (baseball, 1991)
Pour les articles homonymes, voir Michael Taylor et Taylor.
Michael Anthony Taylor (né le 26 mars 1991 à Fort Lauderdale, Floride, États-Unis) est un joueur de champ extérieur des Royals de Kansas City de la Ligue majeure de baseball.
Il est parfois appelé Michael A. Taylor, l'initiale de son deuxième prénom aidant à le différencier d'un autre joueur professionnel nommé Michael Taylor.

## Carrière
Michael Taylor est repêché par les Nationals de Washington au 6e tour de sélection en 2009.
Il fait ses débuts dans le baseball majeur pour les Nationals le 12 août 2014 contre les Mets de New York et à ce premier match réussit son premier coup sûr en carrière, face au lanceur Rafael Montero, puis son premier coup de circuit aux dépens du lanceur Carlos Torres.
Le 8 septembre 2017, Taylor réussit contre le lanceur Jake Thompson et la défensive des Phillies de Philadelphie un rare grand chelem à l'intérieur du terrain, le premier dans l'histoire des Nationals et le second de la franchise Montréal/Washington après celui de Bombo Rivera en 1976.
Le 11 octobre 2017, Taylor frappe un grand chelem contre Wade Davis dans le 4e match de la Série de divisions jouée par Washington contre les Cubs de Chicago . Le lendemain, lors du 5e match de la série, il ajoute un circuit de trois points et plus tard un simple bon pour un point, devenant le premier joueur de l'histoire à connaître deux matchs consécutifs de 4 points produits en séries éliminatoires.